# Juan Marcelo Toya
Juan Marcelo Toya (* 18. November 1982 in Montevideo) ist ein uruguayischer Fußballspieler.

## Karriere
Der 1,88 Meter große Offensivakteur Toya gehörte zu Beginn seiner Karriere in der ersten Jahreshälfte 2003 der Mannschaft des Club Atlético Cerro an. Anschließend war er bis zum Jahresende bei Nacional Montevideo aktiv. 2004 stand er in Reihen von Liverpool Montevideo. Beim Klub aus Montevideo bestritt er 16 Spiele in der Primera División und schoss zwei Tore. 2005 war der Uruguay Montevideo FC sein Arbeitgeber. Sodann folgte in den ersten sechs Monaten des Jahres 2006 ein Engagement bei Real España in Honduras. In der Apertura 2006 lief er in sechs Partien (kein Tor) der höchsten uruguayischen Spielklasse für den Tacuarembó FC auf. Während der Clausura 2007 gehörte Toya dem Kader Juventuds an. Danach schloss er sich erneut für ein Jahr dem Uruguay Montevideo FC an. Von Juli bis August 2007 wird zunächst eine Station bei El Tanque Sisley für ihn geführt. Im Anschluss daran spielte Toya bis Jahresende für Juan Aurich. Bei den Peruanern absolvierte er vier Erstligabegegnungen (kein Tor). In der Clausura 2009 stand er erneut in den Reihen von El Tanque Sisley. Es folgte bis Ende Juni 2010 ein Engagement bei Sportivo Belgrano. Bei den Argentiniern ist er fünfmal als Torschütze im Torneo Federal A notiert. Danach war er ein Jahr lang für den Club Atlético Colegiales aktiv. Im Juli 2011 wechselte Toya zum Club Atlético Sarmiento. Den Klub verließ er Anfang März 2012. Danach ist 2012 teilweise eine Karrierestation bei Villa Cubas und im selben Jahr fortdauernd abermals beim Uruguay Montevideo FC für ihn notiert. In der Saison 2011/12 soll er dabei in drei Ligaspielen mitgewirkt und einmal ins gegnerische Tor getroffen haben.